# Мустафа Ассым-Бей
Мустафа Ассым-Бей (тур. Mustafa Asım Bey; 1870—1937) — османский государственный и политический деятель, младотурок. После принятия закона о фамилиях взял себе фамилию Тургут.
После провозглашения конституционной монархии был назначен послом в Стокгольме в 1908 году. Прослужив на этой должности с июля 1908 по февраль 1909 года, в 1909 году был направлен в посольство в Софии, где служил с июня 1909 по октябрь 1911 года, а в 1911 году стал министром иностранных дел.
Министр иностранных дел Османской империи в период Итало-турецкой войны 1911—1912 годов. Курс его политики определялся маневрированием между германской и британской партиями, боровшимися при дворе султана.
В бытность Ассым-Бея министром иностранных дел, Российская империя добивалась открытия проливов для российских военных судов, а также заключение Балканского военного союза в 1912 году.
Позже был послом Османской империи в Тегеране с января 1914 по февраль 1916 года, послом в Вене. Некоторое время продолжал жить в Вене после того, как покинул свою должность.
В 1932 году вернулся в Турцию.